# Regeringsformatie België 1999
Na de verkiezingen voor het federale parlement in België op 13 juni 1999 ging de formatie van een nieuwe federale regering van start. Hierbij leden de regeringspartijen (CVP, PSC, PS en SP) zware verliezen. Er was enkel een symmetrische regering mogelijk met minstens drie politieke families. De koning benoemde op 15 juni PRL-voorzitter Louis Michel tot informateur. Hij bracht verslag uit op 23 juni, waarna de koning VLD-voorzitter Guy Verhofstadt belastte met een formatieopdracht. Hij kon samen met de liberalen, de socialisten en de groenen een regering vormen. Regering-Verhofstadt I legde op 12 juli 1999 de eed af. Dit was daarom een van de snelste regeringsformaties in de naoorlogse Belgische geschiedenis. Ze duurde 29 dagen.

## Verloop van de formatie

### Informateur Louis Michel (15 juni - 23 juni)

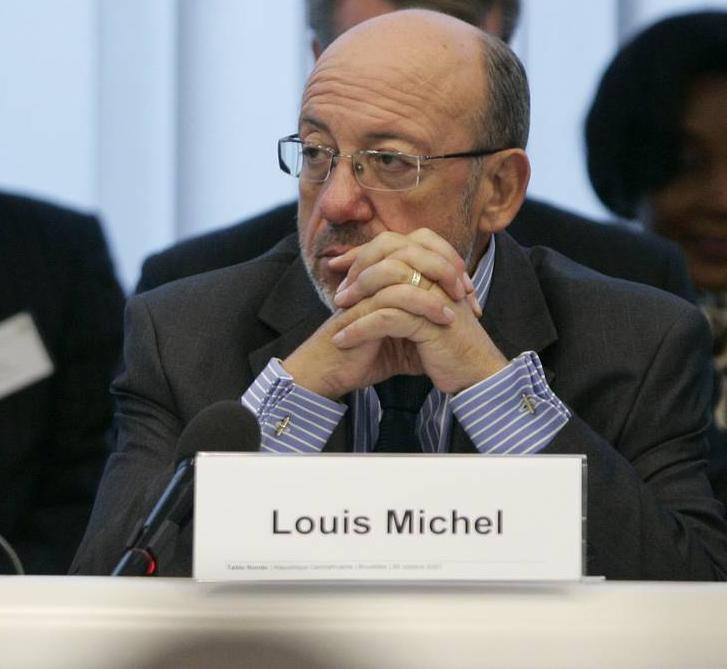
Informateur Louis Michel

De koning benoemde PRL-voorzitter Louis Michel op 15 juni tot informateur. Er werden ook immers regionale verkiezingen gehouden. Aan Vlaamse kant nam Guy Verhofstadt hier al het initiatief om een Vlaamse regering te vormen, nadat de CVP een afwachtende houding aanhield. Omdat de liberale familie de grootste was, werd geopteerd voor Louis Michel om als eerste het federale terrein af te tasten.
Op 16 juni liet Louis Michel blijken dat hij zo snel mogelijk een regering wilde hebben. Hij had gesprekken met ontslagnemend premier Jean-Luc Dehaene (CVP), EU-commissievoorzitter Romano Prodi, voorzitters van Kamer en Senaat en alle democratische partijen. Op 17 juni sprak hij met vertegenwoordigers van het middenveld, zodat zijn nota niet enkel mogelijke formules voor coalities bevat maar ook krachtlijnen voor een nieuw regeerakkoord. Op 18 juni bracht hij verslag uit bij de koning. Ondertussen groeide de indruk dat er aan Vlaamse zijde een coalitie van VLD, SP, Agalev en VU-ID gevormd zou worden, met eveneens paars-groen aan Waalse zijde. Na een weekend werken aan zijn nota, nodigde de informateur op maandag 21 juni zeven partijen uit voor de tweede ronde van gesprekken. Dit waren de Vlaamse en Waalse liberalen, socialisten en groenen en de VU-ID. CVP en PSC werden dus niet uitgenodigd. Guy Verhofstadt sloot CVP nog niet helemaal uit. Op 22 juni hield Guy Verhofstadt een persconferentie, waarin hij zei dat er aan Vlaamse kant onderhandelingen zullen komen tussen VLD, SP, Agalev en VU-ID onder leiding van VLD'er Patrick Dewael. Op 23 juni overhandigde Michel zijn synthesenota aan de koning. Hiermee zat zijn opdracht er op. Volgens hem kon er een federale coalitie gesmeed worden met PRL, VLD, PS, SP, Ecolo en Agalev.

### Formateur Guy Verhofstadt (23 juni - 12 juli)

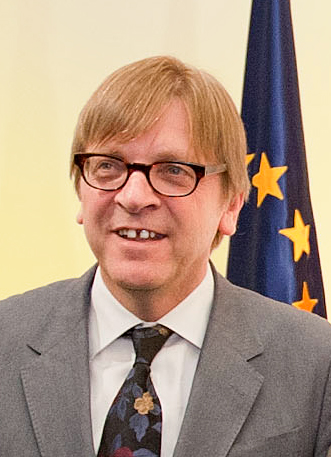
Formateur Guy Verhofstadt

Zoals verwacht werd Guy Verhofstadt op 23 juni door de koning benoemd tot formateur. Hij ontving die dag nog Jean-Luc Dehaene en voorzitters van Kamer en Senaat. Op 24 juni zag hij de kopstukken van de zes partijen waarmee hij ging onderhandelen: PS, SP, PRL-FDF-MCC, VLD, Ecolo en Agalev. Zo is Guy Verhofstadt voor de tweede keer in zijn leven formateur. Hij was het al eens in 1991, maar mislukte toen om een paarse regering op de been te brengen.
Die dag nog liet VU-voorzitter Patrik Vankrunkelsven weten dat VU-ID niet in een Vlaamse regering zou stappen als federaal niet een staatshervorming aan bod zou komen. Dit zorgde al meteen voor een eerste crisismoment, omdat VU-ID rekenkundig nodig was op Vlaams vlak en mocht paars-groen mislukken, kwamen CVP en VLD ook niet zonder VU-ID aan een meerderheid. Guy Verhofstadt zei hierop dat er tijdens de regeringsvorming geen communautaire onderhandelingen zullen plaatsvinden, maar wel dat er een "kader" zou worden afgesproken waarin later een staatshervorming besproken kon worden. VU kon daarmee vrede nemen. Formateur Verhofstadt legde op 29 juni zijn nota aan de zes onderhandelende partijen voor. Die werd vrij positief ontvangen en op 29 juni begonnen de onderhandelingen. Op 30 juni raakten de onderhandelaars het eens over justitie en grootstedenbeleid. Ook werd beslist dat ze PS-voorzitter Philippe Busquin naar de Europese Commissie zullen sturen.
Op 4 juli bereikten de onderhandelaars een basisakkoord. Er waren nog twee grote knelpunten: de dioxinecrisis en de door de VU-ID gewilde garanties voor een staatshervorming. Op 7 juli liet Guy Verhofstadt weten dat ze hoopt de Vlaamse steun van VU-ID te kunnen behouden door toezeggingen te doen voor een staatshervorming. Deze zal in drie fasen worden uitgevoerd. Ook raakten de onderhandelaars het op 7 juli eens over een regeerakkoord. Op 10 juli keurden de partijcongressen het akkoord goed en op 12 juli legde de regering-Verhofstadt I de eed af.